# Malicious Intent
Albums de Razor
Executioner's Song Custom Killing
Malicious Intent est le troisième LP du groupe de speed metal/thrash metal canadien Razor faite en 1986 sous le label Unidisc.

## Liste de chansons
| 1.  | Tear Me To Pieces                               | 2:58 |
| 2.  | Night Attack                                    | 2:37 |
| 3.  | Grindstone                                      | 3:02 |
| 4.  | Cage The Ragers                                 |      |
| 5.  | Malicious Intent                                | 4:35 |
| 6.  | Rebel Onslaught                                 | 3:19 |
| 7.  | A.O.D                                           | 3:05 |
| 8.  | Challenge the Eagles                            | 3:25 |
| 9.  | Stand Before Kings                              | 2:46 |
| 10. | High Speed Metal                                | 3:34 |
| 11. | K.M.A.                                          | 2:45 |
| 12. | Mosh (Chanson En Bonus Sur La Ré-Issue En 2002) | 1:38 |